# Kusong
Kusŏng (Koreaans: 덕천시) is een stad in de Noord-Koreaanse provincie P'yŏngan-pukto. In 2008 telde de stad ruim 196.000 inwoners. De stad ligt in het westen van het land en bestaat uit 24 buurten (dong) en 18 dorpen (ri). 
Veel van de militaire industrie van Noord-Korea bevindt zich in Kusong. Hier ligt ook Panghyon Airport, een plek waar rakettesten uitgevoerd worden. De eerste intercontinentale raket van Noord-Korea werd hier gelanceerd in 2017.